# Regalitatea și nobilimea rusă

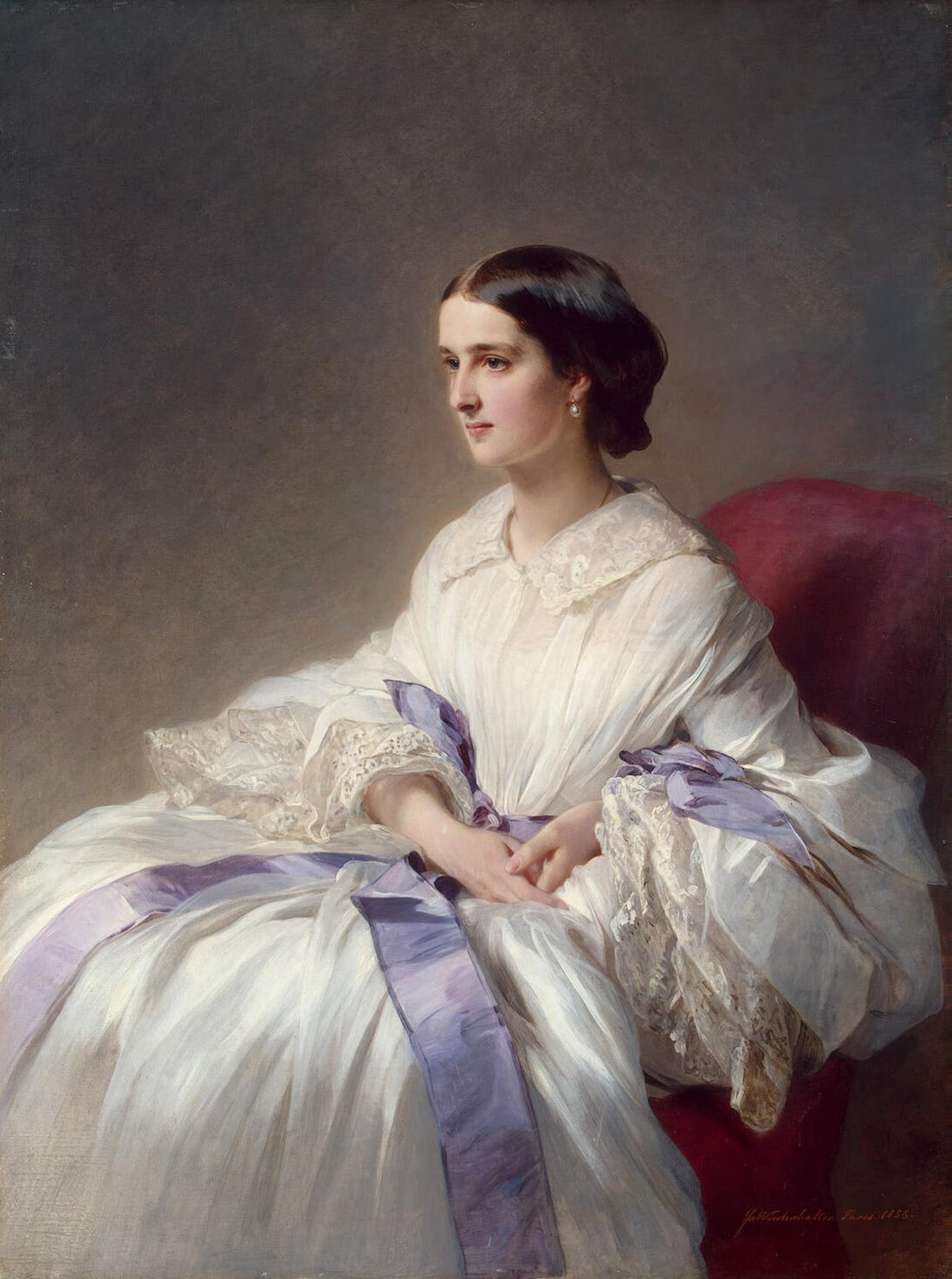
Olga Shuvalova de Winterhalter, 1858

Dvorianstvo (în limba rusă: дворянство) este un termen prin care este denumită nobilimea rusă. O persoană din această clasă socială era denumită dvorianin. Acesta era un statut, o clasă socială, nu un titlu. 
Dvorianstvo este în general tradus prin "aristocrație", dar mult mai corect ar fi folosirea termenului "curtean", statul nobilului rus diferind într-o oarecare măsură de cel al aristocraților din Europa Occidentală. 
Aristocrații ruși nu adăugau numelor lor prefixe specifice, așa cum ar fi don sau von. Dar dvorianinii aveau dreptul la apelative oficiale care depindeau de rang: Înălțimea voastră (ваше благородие), Mult-prea înălțimea voastră (ваше высокоблагородие), Luminăția voastră (ваше высокородие), etc.
Termenul derivă din cuvântul rusesc dvor (двор) Curte (a Cneazului, iar, mai târziu, a Țarului). 
Spre deosebire de titlul de "boier", care era exclusiv ereditar, "dvorianstvo" putea fi obținută. Un dvorianstvo nou înălțat în rang era în mod normal și împroprietărit cu o moșie. Pierderea moșiei nu ducea în mod automat la pierdrea statutului nobiliar. În ultima perioadă de existență a Imperiul Rus, celor mai importanți oficiali ai imperiului le erau conferite în mod automat rangul dvorianstvo, fără a mai fi necesară și acordarea de proprietăți funciare. (Vezi și Tabelul rangurilor în Imperiul Rus). 
Clasa socială a dvorianinilor își are originea în servituțile militare ale secolelor al XII-lea și al XIII-lea. Împroprietărirea cu moșii își are originea în practicile secolului al XIV-lea, iar, până în secolul al XVII-lea, această clasă reprezenta majoritatea proprietarilor de pământ. Petru cel Mare a fost cel care a dat statutul final al clasei dvorianinilor, după abolirea titlului de boier. Privilegiile dvorianinilor au fost legalizate în 1785 in Jalovannaia Gramota –Așezământul Privilegiilor (Жалованная Грамота).
Acest act a introdus o nouă organizare a nobilimii: fiecare gubernie și uezd avea propria Adunare Nobiliară (дворянское собрание). Conducătorul acestei adunărie era Lider al dvorianstvo guberniei (uezdului) (губернский (уездный) предводитель дворянства). 
Dvorianstvo fără moșie (беспоместное дворянство) erau cei înnobilați câtă vreme se aflau în serviciul statului, fără a fi primit și o moșie în dar. 
Dvorianstvo ereditar (потомственное дворянство) era un statut social transferat soției, copiilor și mai departe descendenților pe linie masculină. În mod excepțional, împăratul putea transfera dvorianstvo pe linii indirecte sau pe linie feminină, în scopul păstrării numelui unor familii importante. 
Dvorianstvo personal (личное дворянство) era un statut transferabil numai către soție și avea un prestigiu mai scăzut. 
Dvorianstvo de titlu (титулованное дворянство) era cea mai înaltă categorie. Aceasta era categoria cnejilor, baronilor și conților. Ultimele două titluri au fost introduse de Petru cel Mare. Un baron sau un conte putea fi ori владетельный (действительный) – propriuzis, cel care avea o moșie în Imperiul Rus, sau титулярный – titular, cel căruia doar i se conferise acest statut, fără a fi împroprietărit.
Printre privilegiile dvorianstvo erau:
- dreptul de a avea un blazon, acesta fiind introdus la sfârșitul secolului al XVII-lea.
- dreptul de a stăpâni o moșie cu iobagi (până în 1861),
- libertatea de a nu fi recrutați, (între 1762-1874, mai târziu a fost introdus servicul militar obligatoriu pentru toți cetățenii Imperiului),
- libertatea de nu achita obligațiile hotărâte de adunările zemstvelor (până în a doua jumătate a secolului al XIX-lea) și de a fi reprezentați majoritar în aceste adunări (până la 75% dintre membrii adunării erau nobili, în condițiile în care ei reprezentau în jur de 5% din populația ținuturilor),
- dreptul de a fi primiți în serviciul public,
- dreptul de a fi educați în instituții de învățământ privilegiate,
- dreptul la inviolabilitatea persoanei.

Începând cu anul 1782, a fost introdus un model de uniformă pentru dvorianinii civili numită uniformă a serviciului civil (мундир статской службы), sau mai simplu uniformă civilă (статский (штатский) мундир). Culorile uniformei difereau de teritoriu. Purtarea uniformei era obligatorie în locul în care persoana își exercita atribuțiile publice, la Curtea Imperială sau în alte locuri publice importante. 
După abolirea iobăgiei, poziția economică a dvorianinilor a scăzut simțitor
După Revoluția din Octombrie, bolșevicii au abolit toate rangurile nobiliare.